# Antonio Emanuel Ne Vunda
Antonio Emanuel Ne Vunda fue un noble, político y diplomático congoleño, considerado el primer diplomático subsahariano en Europa. Fue embajador del Reino del Congo en España, Brasil y la Santa Sede. No llegó a cumplir sus objetivos diplomáticos debido a su prematura muerte, dos días después de su llegada a Roma.

## Biografía
Antônio Emanuel Nsaku Ne Vunda fue un noble congoleño con el título de Príncipe de Nfuta. Se desconoce el lugar y la fecha de su nacimiento. 
Trabajó como diplomático y representante del Reino del Congo en el exterior, viajando por España, Portugal y Brasil, pero su labor más recordada fue en Roma. El rey Álvaro II del Congo le envió a Roma para hablar con el Papa Pablo IV y conseguir una mayor autonomía de la Iglesia en el Congo, y así poder formar sacerdotes, y que no solo los sacerdotes u obispos sean solo los portugueses.
Su viaje fue bastante turbulento, ya que el barco que lo llevaría desde São Salvador do Congo (Capital del Congo) a Roma fue atacado por piratas. Huyó en una embarcación más pequeña días después. Desembarcó en España y tres años más tarde llegó a Roma vía Génova.
Había iniciado el viaje con 25 personas en 1604, y solo llegaron 4 de ellos vivos en 1608. Los años de viaje enfermaron a Antonio Emanuel, que contrajo una enfermedad que lo tuvo postrado en cama.
El Papa Pablo IV acudió al lecho del embajador, que aun enfermo celebró la audiencia con el líder de la Iglesia. Sus puntos despertaron el interés del pontífice, pero el plan de la Iglesia para la independencia en el Congo no salió adelante debido a su muerte pocas horas después. Antonio Emanuel ne Vunda falleció el 5 de enero, el mismo día de la visita del papa, más tarde, en la noche, en la víspera de la Epifanía.
Los restos mortales de Antonio Emanuel Ne Vunda fueron enterrados frente al pesebre (presepio) en la Basílica de Santa Maria Maggiore, en Roma, en una pomposa ceremonia fúnebre.

## Posteridad
Debido a su fama y popularidad entre los sacerdotes y el mismo Papa, el príncipe fue apodado Negrita (Negrito) de forma cariñosa. Hoy es considerado el padre de la diplomacia angoleña y el precursor de las relaciones italo-angolanas. Fue enterrado por orden del Papa en la Basílica de Santa Maria Maggiore, en Roma, en una pomposa ceremonia fúnebre. En su honor, su rostro decora un cuadro en el Palacio del Quirinal, en Roma. Un busto de Antonio Emanuel realizado entre 1608-1609 por Francesco Caporale en pórfido se puede ver en Santa Maria Maggiore. En este, el embajador esta vestido a la manera romana y con un arco de flechas en la espalda. Los registros indican que cuando llegó a Roma vestía a la manera española.
Emanuel Ne Vunda, además de ser el primer africano en representar a su país en Roma, fue el segundo embajador no europeo ante la Santa Sede durante la era de los descubrimientos. El primero fue el japonés Hasekura Tsenenaga, que representó a Japón en Roma en 1582.